# The Last House on the Left (película de 1972)
The Last House on the Left (titulada La última casa a la izquierda en España y México, y Pánico a medianoche o Ultraje al amanecer en Argentina) es una película de terror estadounidense de 1972, escrita y dirigida por Wes Craven, producida por Sean S. Cunningham,y protagonizada por Sandra Cassel, David Hess, Fred Lincoln, Jeramie Rain, Marc Sheffler, Cynthia Carr y Gaylord St. James. Está basada en el filme El manantial de la doncella, de Ingmar Bergman, y es considerada una película de culto.
En 2009 se estrenó una adaptación homónima dirigida por Dennis Iliadis.

## Argumento
Mari Collingwood (Sandra Cassel) planea celebrar su cumpleaños número 17 yendo a un concierto junto a su amiga Phyllis Stone (Lucy Grantham). Los padres de Mari (Gaylord St. James y Cynthia Carr) se muestran reacios a la idea, pero finalmente la dejan ir. Antes de irse de la casa, sus padres le regalan un collar con un símbolo de paz. Phyllis y Mari van a la ciudad para asistir al concierto, y en el camino recorren las calles buscando a alguien que les venda marihuana. Las amigas encuentran a un joven llamado Junior (Marc Sheffler), quien las invita a su departamento para comprar la droga. Sin embargo, al entrar son capturadas por el padre de Junior, Krug Stillo (David A. Hess), y Fred "Weasel" Podowski (Fred Lincoln), quienes se habían fugado horas antes de la cárcel. Además de ellos, hay una mujer llamada Sadie (Jeramie Rain), novia de Krug. Phyllis intenta conversar con ellos para que las dejen ir, pero es golpeada y violada.
A la mañana siguiente, las jóvenes son atadas y encerradas en el maletero del automóvil de los delincuentes, quienes planean huir del estado. El vehículo se descompone frente a la casa de Mari, mientras dos policías conversan con los padres de la joven por su desaparición. Los delincuentes sacan a las jóvenes del maletero y las llevan a un bosque, donde son obligadas a besarse entre ellas. Phyllis escapa para distraer a los delincuentes y permitir que Mari vaya en busca de ayuda. La joven es perseguida por Sadie y Weasel, mientras Junior cuida que Mari no escape. Mari intenta convencer a Junior que vaya con ella a su casa, la cual está cerca, y le entrega su collar como símbolo de su confianza. Mientras tanto, Phyllis es atrapada por los delincuentes y apuñalada en numerosas ocasiones.
Mari convence a Junior de que la deje ir, pero son sorprendidos por Krug. Tras esto, Krug escribe su nombre en el pecho de Mari con una navaja y la viola. La joven, traumatizada por la experiencia, comienza a rezar y camina hasta un lago cercano. Mientras Mari se adentra en el agua, Krug la mata disparándole con una pistola. Posteriormente, Krug, Sadie y Weasel lavan la sangre de sus cuerpos y se cambian de ropa. Con sus nuevos atuendos, los delincuentes llegan a la casa de los Collingwood, donde se hacen pasar por vendedores. Al oír que su automóvil sufrió un desperfecto, los padres de Mari los dejan pasar la noche en la casa.
Esa noche, la madre de Mari descubre la identidad de los delincuentes tras ver el collar que llevaba Junior. La madre además revisa sus maletas y encuentra la ropa manchada con sangre. Los padres de Mari van al bosque y encuentran el cadáver de su hija, llevándolo de vuelta a la casa. Ambos deciden vengarse de los delincuentes por la muerte de su hija.
La madre de Mari convence a Weasel de ir al bosque para tener sexo. El delincuente acepta y deja que la mujer le ate las manos. Mientras la madre de Mari le realiza sexo oral, le arranca el pene de un mordisco y deja que se desangre. Mientras tanto, el padre de Mari entra la habitación donde están durmiendo Krug y Sadie, amenazándolos con una escopeta. Krug logra escapar a la sala de estar, donde comienzan a pelear. La pelea es interrumpida por Junior, quien apunta a Krug con una pistola. Krug insulta y manipula al joven, convenciéndolo de apuntar el arma a su cabeza y matarse. Junior, agobiado por la situación, se suicida con el arma. Tras esto, el padre de Mari aparece con una motosierra y ataca a Krug.
Sadie escapa de la casa pero es embestida por la madre de Mari, quien la arroja a una piscina. La madre de Mari agarra una navaja y le corta la garganta a la delincuente. El padre de Mari, mientras tanto, mata a Krug con la motosierra, ante la presencia de los policías que acababan de llegar al lugar. Los padres se reúnen en la sala de estar, mientras los policías examinan lo ocurrido.

## Reparto
- Sandra Cassel - Mari Collingwood
- Lucy Grantham - Phyllis Stone
- David Hess - Krug Stillo
- Fred Lincoln - Fred "Weasel" Podowski
- Jeramie Rain - Sadie
- Marc Sheffler - Junior Stillo
- Cynthia Carr - Estelle Collingwood
- Gaylord St. James - Dr. John Collingwood
- Marshall Anker - Sheriff
- Martin Kove - Ayudante del sheriff
- Ada Washington - Ada

## Estreno
La película fue estrenada el 30 de agosto de 1972 en Estados Unidos. Su título fue traducido como La última casa a la izquierda en España y México y Pánico a medianoche o Ultraje al amanecer en Argentina.
En julio de 1974 la British Board of Film Classification (BBFC) evaluó la película para su posible estreno en el Reino Unido. Tras su visionado el secretario de la BBFC, Stephen Murphy, rechazó autorizar su estreno debido a su violencia. En 1982 se lanzó en el Reino Unido una versión en formato doméstico VHS que no fue evaluado por la BBFC y posteriormente fue retirado del mercado. La cinta fue presentada en dos ocasiones más ante la BBFC: en 1999 y 2000. El organismo permitió su distribución con la condición que se cortaran ciertas escenas pero el distribuidor se negó y la película no fue calificada por la BBFC. El 17 de marzo de 2008 finalmente se permitió la distribución de la versión sin cortes de la película, la que fue calificada para mayores de 18 años.

## Recepción

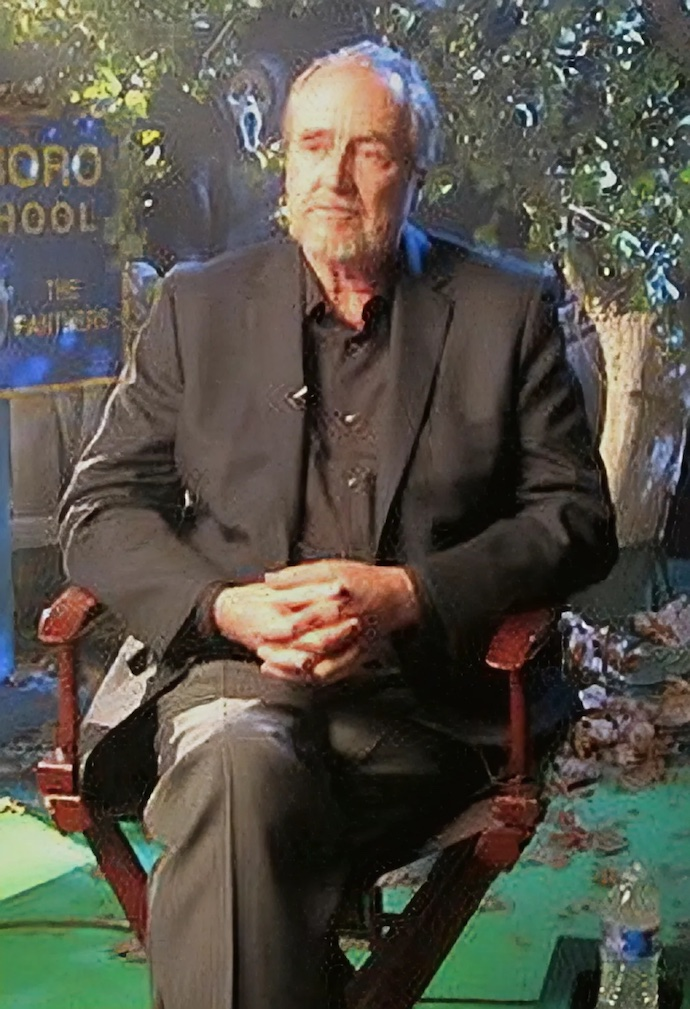
Wes Craven (2010) director de la película

Inspirada en la película El manantial de la doncella (1960) dirigida por Ingmar Bergman, ya que comparte elementos de la trama como la venganza ejercida por un padre ante los asesinos de su hija que fortuitamente recalan en la casa donde se hallan, la cinta, debido a sus escenas de violencia, fue editada y prohibida en varios países, como Singapur, Islandia, Nueva Zelanda, Noruega, Alemania Occidental o Australia.
La crítica estadounidense contemporánea acogió en general mal el debut en la dirección de Craven. Howard Thompson, crítico de The New York Times, afirmó haber abandonado la sala 35 minutos antes de la finalización de la cinta. Una de las excepciones fue el crítico Roger Ebert, que le otorgó una valoración de 3,5, considerándola "un film exploitation poderoso y bien resuelto" y abogando contra quienes defendían que la cinta debía ser prohibida o destruida. En 2020 la película obtiene en IMDb una calificación de 6 sobre 10 con 32.143 valoraciones. En Rotten Tomatoes tiene la consideración de "fresco" para el 62% de las 39 críticas profesionales.